# Informationsverhalten
Das Informationsverhalten (englisch information behavior) ist ein Forschungsbereich der Informationswissenschaft.
Im Informationsmanagement und in der Informationstheorie das auf Informationen gerichtete Verhalten von Personen oder Organisationen.

## Allgemeines
Informationsverhalten bezeichnet die verschiedenen Formen der Interaktionen von Menschen und Information. Dies betrifft Privatpersonen etwa bei Kaufentscheidungen, Personal bei der Weitergabe von Informationen (Querinformation) oder Organisationen (beispielsweise Unternehmen oder Behörden) im Verhältnis zur Öffentlichkeit. Bei Letzterem zeigt sich das Informationsverhalten in der Öffentlichkeitsarbeit. Das Informationsverhalten wird einerseits bestimmt durch die Aufnahmefähigkeit und -bereitschaft und Verarbeitungskapazität, andererseits sind die Informationskosten von Bedeutung.

## Umfang
Die Fähigkeit und Bereitschaft, Informationen aufzunehmen, ist von Person zu Person verschieden und auch von der Art der Aufgabe, der Arbeit und dem Interesse abhängig. Das Informationsverhalten wird entscheidend durch Involvement geprägt. Informationsverhalten beschreibt die Reaktion des Empfängers auf mehr oder weniger Information bei einem gegebenen Informationsstand (Datenmenge), auf die Form des Informationsangebots (Datenträger, Zeitung) oder Zeitpunkt und Dauer des Informationsangebots (Antwortzeit, Zeitdruck) und die Aktion des Absenders, die richtigen Empfänger der Information auszuwählen.
Das Informationsverhalten umfasst alle Informationsaktivitäten vor, bei und nach einer Entscheidung (etwa Kauf-, Halte- oder Verkaufsentscheidung). Die Informationsaktivitäten bestehen aus Beschaffung, Aufnahme, Verarbeitung, Speicherung und Umsetzung (im Sinne von Nutzung) der Informationen. Die Informationsaufnahme kann zufällig oder gezielt erfolgen. Zudem steht auch die Mensch-Computer-Interaktion im Fokus der Informationsverhaltensforschung.

## Organisationen
In Organisationen ist das Informationsverhalten des Personals meist durch Arbeitsanweisungen, Dienstanweisungen oder Hierarchievorgaben reglementiert. Es ist geklärt, welche Stelle oder welcher Funktionsträger wem zu berichten hat (Informationslogistik). Dabei wird folgendes Schema, das auch in der Privatsphäre anwendbar ist, verwendet:
| Informationsgegenstand                                                            | Informationsaktivität                                                                                            | Informationsquellen                           | Informationsniveau              |
| --------------------------------------------------------------------------------- | --- | --------------------------------------------- | ------------------------------- |
| Anlageentscheidung Halteentscheidung Kaufentscheidung Tausch Verkaufsentscheidung | Informationsbedarf Informationsbeschaffung Informationsaufnahme Informationsverarbeitung Informationsspeicherung | Marktdaten, Preisvergleiche Prospekte Werbung | Kenntnisse Know-how Erfahrungen |

Informationsgegenstand ist die zu treffende Entscheidung (Kaufentscheidung usw.). Um diese treffen zu können, benötigt der Entscheidungsträger entscheidungsrelevante Informationen, die er selbst beschaffen kann oder im Wege der Entscheidungsvorbereitung durch Mitarbeiter beschaffen und in einer Entscheidungsvorlage aufbereiten lässt. Informationsbeschaffung ist jede Aktivität eines Aufgabenträgers, deren Zweck darin besteht, in den Besitz von Informationen zu gelangen, die für die Erfüllung einer Aufgabe erforderlich sind. Informationsaufnahme sind „alle Vorgänge, die zur Übernahme einer Information in das Arbeitsgedächtnis führen“. Informationsquellen sind bei der Informationsbeschaffung insbesondere Anprobe, Beratung, Daten (dispositive Daten/operative Daten, Marktdaten, technische Daten), Due-Diligence-Prüfung, Internetportale, Kennzahlen (betriebswirtschaftliche oder volkswirtschaftliche Kennzahlen), Preislisten, Probefahrt, Schaufensterauslagen, Unternehmensdaten oder Warentests. Informationsaufnahme ist die vertiefte Einspeicherung von Informationen im Gedächtnis.
Abgasskandal oder sexueller Missbrauch in der römisch-katholischen Kirche sind signifikante Beispiele für die mangelhafte Öffentlichkeitsarbeit der Automobilindustrie bzw. der Kirche bei vorangegangenen groben Fehlern dieser Organisationen. Beide haben vorhandene Informationen, die der Aufarbeitung des Skandals hätten dienen können, solange geheim gehalten, bis sie durch andere Interessengruppen an die Öffentlichkeit gelangten. Aus diesem Grunde bedarf es insbesondere eines investigativen Journalismus, Whistleblowern oder Organisationen wie WikiLeaks.

## Arten
Zu unterscheiden ist zwischen aktivem und passivem Informationsverhalten. Aktives Informationsverhalten ist dadurch gekennzeichnet, dass eine Person gezielt Informationsquellen auswählt und diese nach entscheidungsrelevanten Informationen absucht. Das passive Informationsverhalten dagegen ist eine eher zufällige Konfrontation des Verbrauchers mit Informationen, die nicht unbedingt eine Beziehung zum Kaufprozess haben müssen. Bei dem aktiven Informationsverhalten führt der Informationsbedarf zu Informationsverhalten, beim passiven führt das Informationsverhalten zum Informationsbedarf. Das aktive Informationsverhalten ist eine wesentliche Komponente des Smart Shopping (Käufer, die maximale Produktqualität/Dienstleistungsqualität zu minimalem Preis nachfragen).

## Wirtschaftliche Aspekte
Das Informationsverhalten ist abhängig vom Informationsbedürfnis, Preis-Leistungs-Verhältnis, Verhältnis zwischen Kaufpreis und Einkommen, von der Situation (Überschaubarkeit der Angebote, Kaufrisiko, Spontankauf) und vom Informationsangebot (Informationsquelle, Suchkosten, Prestige). Ist das Informationsbedürfnis größer als der Informationsbedarf, entsteht eine Informationsnachfrage. Ein ungünstiges Preis-Leistungs-Verhältnis wird das Informationsbedürfnis erhöhen, habitualisierte Kaufentscheidungen und erst recht Spontankäufe wiederum sind durch geringeren Informationsbedarf gekennzeichnet.
In der Wirtschaftspolitik interessiert vor allem das Informationsverhalten der Konsumenten, weil dieses sowohl die Entscheidungen der Verbraucherpolitik als auch des Marketing beeinflusst. Verbraucher sind meist einer Informationsasymmetrie ausgesetzt, weil naturgemäß der Verkäufer alleine durch seine Produktkenntnis und Verkaufserfahrung über mehr Informationen verfügt als der Käufer. Der Verkäufer kennt bereits durch den Besitz des Kaufobjekts dessen   Eigenschaften. Das hat bereits im römischen Recht zu dem Rechtsgrundsatz „der Käufer sei wachsam“ (lateinisch caveat emptor) geführt.
Das Informationsverhalten ist intensiver bei Käufern, die im Rahmen ihrer Entscheidungsprozesse Kaufalternativen berücksichtigt haben als für Käufer ohne Alternativen. Das Bildungsniveau des Käufers wirkt sich durch Objektivität, Resistenz gegenüber Spontankäufen und Informationsselektion auf das Informationsverhalten aus.

## Informationsverhaltensforschung
Das Informationsverhalten wurde systematisch erstmals 1981 von Thomas Daniel Wilson in seinem Modell des Informationsverhaltens (englisch Wilson's model of information behavior) untersucht, das er 1994 und 1997 anpasste.
Das Verhältnis von Mensch und Information steht im Mittelpunkt der Informationsverhaltensforschung. Dieser in den letzten Jahren insbesondere in den USA, aber auch in Großbritannien und Skandinavien aufgekommene Forschungsbereich untersucht, wie Menschen sich zu Informationen verhalten und mit ihrem Wissen umgehen. Thema ist hier unter anderem das Verhalten von Unternehmen, Behörden oder Personen, die öffentlicher Kritik ausgesetzt sind und dazu tendieren, nur so viele Tatsachen zuzugeben, die bereits öffentlich bekannt sind. In Deutschland findet Forschung in diesem Bereich beispielsweise am Institut für Bibliotheks- und Informationswissenschaft der Humboldt-Universität zu Berlin statt. Hier hat Elke Greifeneder den Lehrstuhl für "Information Behavior" inne.